# 캐빈 피버 2
《캐빈 피버 2》(영어: Cabin Fever 2: Spring Fever 혹은 Cabin Fever 2)는 미국에서 제작된 타이 웨스트 감독의 2009년 코미디 공포 영화이다. 《캐빈 피버》(2002)의 속편이자 캐빈 피버 영화 프랜차이즈 두 번째 작품이다. 노아 시건 등이 출연하였고, 패트릭 더럼 등이 제작에 참여하였다.
2014년 프랜차이즈 세 번째 영화 《캐빈 피버: 페이션트 제로》가 개봉하였다.

## 줄거리
전편으로부터 얼마간의 시간이 흐른 후 고속 도로로 나온 폴이 통학 버스에 치인다. 전편에서 아픈 폴을 유기했던 보안관보 윈스턴은 이를 무스 충돌 사고로 은폐한 뒤 폴의 시체를 시내 근처에 던지고, 이 덕분에 마을 물은 폴의 피로 계속 오염돼 간다.
이 물로 생산된 생수가 공급되는 인근 고등학교의 재학생인 존은 10년간 짝사랑한 상대인 캐시에게 프롬에 같이 가자고 청했다가 거절을 당해 마음앓이를 하고, 절친 앨릭스는 남자친구 때문에 속상해하던 리즈를 위로하다가 입술에 의문스러운 노란 종기가 난 리즈에게서 펠라티오를 받고 프롬에서 보기로 한다. 그러나 리즈는 나타나지 않고, 존은 캐시의 남자친구 마크와 다툰다.
프롬 퀸 샌디가 소감을 발표하려는 순간 학생들이 피를 토하면서 피바다가 된다. 체육관을 봉쇄한 오염통제과 군인들은 가스를 살포한다. 한편 일찍 사태를 파악한 윈스턴은 사촌 허먼의 밴에 올라 마을에서 벗어나려 한다. 갑작스런 재난 속에서 살아남으려고 분투하던 존은 이게 불치의 괴사성 근막염이라는 걸 깨닫고 감염당한 부위인 손을 캐시를 시켜 전동 톱으로 절단하게 한다. 마크가 캐시를 망치로 때리고 존을 죽이려고 하자 캐시는 네일 건으로 마크를 죽인다. 앨릭스는 피투성이가 된 성기에서 고름을 흘리다가 사망한다.
존은 캐시와 학교를 탈출하지만 군인들에게 급습을 당하고, 존이 이들을 저지하는 사이 캐시만 도망친다. 고속 도로로 나온 캐시는 허먼의 밴을 마주치고 차를 얻어 탄다. 그러나 등 부분이 파인 드레스를 통해 노출된 등은 캐시가 이미 감염된 상태임을 드러낸다.
그 사이 스트리퍼 리즈와 가슴에 물집이 잡힌 동료들은 스트립 클럽에서 공연하며 손님들에게 계속 질병을 전파한다. 영화는 애니메이션을 통해 연쇄 작용 끝에 질병이 멕시코까지 번졌다는 후일담을 전하고 끝난다.

## 출연진
- 노아 시건
- 러스티 켈리
- 알렉시 와서
- 주세피 앤드루스
- 마크 센터
- 마이클 보언
- 주다 프리들랜더
- 마크 보차트
- 래리 페슨든
- 라이더 스트롱
- 조 스완버그

## 기타 제작진
- 후반 제작: 카일 딘 잭슨
- 공동 제작: 샘 프레일릭
- 배역: 리사 필즈
- 미술: 팀 그라임스
- 세트: 제이드 힐리
- 의상: 리 레버렛, 셰이 매스터슨
- 후반 제작 작업 감독: 앨런 파오